# Franco Panizza (calciatore)
Franco Panizza (Marmirolo, 27 luglio 1948 – Mantova, 28 luglio 2022) è stato un calciatore e allenatore di calcio italiano, di ruolo mezzala. Ha militato in Serie A con le maglie di Mantova e Ternana.

## Caratteristiche tecniche
Centrocampista con licenza di offendere, con l'avanzare della carriera arretra progressivamente il suo raggio d'azione.

## Carriera

Panizza alla Ternana nel 1975, in marcatura sullo juventino Damiani.

Cresce nel Mantova e, con l'eccezione di due anni in prestito all'Anconitana e al Varese, centrando con questi ultimi la promozione in Serie A nella stagione 1969-1970, disputa coi virgiliani la prima parte della sua carriera.
Proprio con il Mantova esordisce in Serie A nella stagione 1966-67, conquistando nell'annata 1970-71 la sua seconda promozione di fila in massima serie, e disputando poi il campionato di 1971-72 in cui va a segno in due occasioni, fra cui la spettacolare rete in zona Cesarini che permette ai biancorossi di sconfiggere il Milan a San Siro. Resta ai virgiliani anche nel 1972-73, dopo il ritorno fra i cadetti, in una stagione fallimentare per i lombardi che incappano nella seconda retrocessione consecutiva.
Panizza resta comunque in Serie B passando alla Ternana, con cui centra immediatamente la sua terza promozione in A, e con cui disputa il successivo campionato 1974-75, anch'esso chiuso con un'immediata retrocessione. Passa quindi al Catania, fra i cadetti, dove milita per due annate, la seconda delle quali conclusa con la retrocessione in Serie C. Disputa le sue due ultime stagioni ad alto livello dal 1977 al 1979 col Taranto, sempre in cadetteria, per poi tornare a Mantova e qui concludere la carriera in Serie C1.
In carriera ha collezionato complessivamente 49 presenze e 4 reti in Serie A e 236 presenze e 16 reti in Serie B.

## Palmarès

### Giocatore

#### Competizioni nazionali
- Campionato italiano di Serie B: 2

Varese: 1969-1970
Mantova: 1970-1971

### Allenatore

#### Competizioni regionali
- Eccellenza: 1

Mantova: 1994-1995